# Rougegoutte
Rougegoutte település Franciaországban, Territoire de Belfort megyében. Lakosainak száma 988 fő (2022. január 1.). Rougegoutte Grosmagny, Chaux, Giromagny és Vescemont községekkel határos.

## Népesség
A település népessége az elmúlt években az alábbi módon változott:
| Lakosok száma | 1025 | 996  | 1009 | 976  | 971  | 966  | 973  | 981  | 988  |
|               | 2013 | 2015 | 2016 | 2017 | 2018 | 2019 | 2020 | 2021 | 2022 |